# Pilatschlanke
Pilatschlanke ist eine Insel im Fluss Havel. Sie liegt zwischen dem Hauptarm des Flusses und dem Nebenarm Gülper Havel. Südlich liegt die Insel Langefahrtwiese, unmittelbar westlich die Insel Pilatsch.